# Комплекс рятівника
Комплекс рятівника — у психології це ставлення та манера поведінки, за яких людина вірить, що вона відповідає за допомогу іншим людям. Людина з комплексом рятівника часто переживає епізоди емпатії та приймає імпульсивні рішення, такі як волонтерство, пожертвування чи захист інтересів. Людина з комплексом, як правило, намагається допомогти або продовжує допомагати, навіть якщо насправді вони не допомагають або завдають шкоди ситуації, іншим або собі.